# Tân La Văn Thánh vương
Văn Thánh Vương (mất 857, trị vì 839–857) là quốc vương thứ 46 của Tân La. Ông là con trai cả của Thần Vũ Vương và Định Tông thái hậu Jeonggye. Ông có tên húy là Kim Khánh Ưng (金慶膺, 김경응).
Biết bệnh nặng không qua khỏi, vua Tân La Hưng Đức Vương bí mật gọi Trương Bảo Cao tại Thanh Hải về và trao ấn tín hoàng đế Tân La, dặn rằng sau hội nghị Hòa Bạch, ai được bầu lên ngôi vua thì đưa ấn tín hoàng đế Tân La cho người đó, tránh việc tranh đoạt đổ máu. Trương Bảo Cao nhận mệnh và về Thanh Hải. Không lâu sau, vua Tân La Hưng Đức Vương qua đời mà không có con kế vị. Vua Tân La Hưng Đức Vương được chôn cất tại Angang-hyeon, nay là Angang-eup, Gyeongju, Gyeongsang Nam. Trương Bảo Cao vì sợ ngọc tỷ bị cướp nên không đến Kim Thành dự tang lễ của vua mà ở Thanh Hải lập bài vị của vua và cho dân chúng cúng bái.
Kim Quân Trinh đang làm tể tướng nên đương nhiên sẽ được kế vị ngôi vua Tân La. Kim Đễ Long (cháu trai của vua Tân La Hưng Đức Vương) biết Kim Minh còn sống thì liền triệu tập các quý tộc để tính chuyện chống lại cha con Kim Quân Trinh và Kim Hựu Trưng. Từ đây Kim Đễ Long cùng thúc phụ (em họ của vua Tân La Hưng Đức Vương) là Kim Quân Trinh (Kim Gyunjeong) tranh giành quyền lực. Sau đó, Kim Hựu Trưng cố gắng thuyết phục Kim Đễ Long và phe cánh của ông ấy ủng hộ cha ông là Tể tướng Kim Quân Trinh lên ngôi. Kết quả tại Hội nghị Hoà Bạch, Tể tướng Kim Quân Trinh được tất cả mọi người tôn lên làm vua mới của Tân La, chọn ngày tốt làm lễ đăng cơ. Tin tức truyền đến Thanh Hải và Trương Bảo Cao dẫn Trịnh Niên, Thôi Võ Xương, Triệu Tương Kiến, Jang Seong-pil đến kinh đô Kim Thành giao ngọc tỷ lại cho Kim Hựu Trưng. Giao xong ngọc tỷ, Trương Bảo Cao dẫn toàn bộ quân trở về Thanh Hải mà không dự lễ đăng cơ của Kim Quân Trinh.

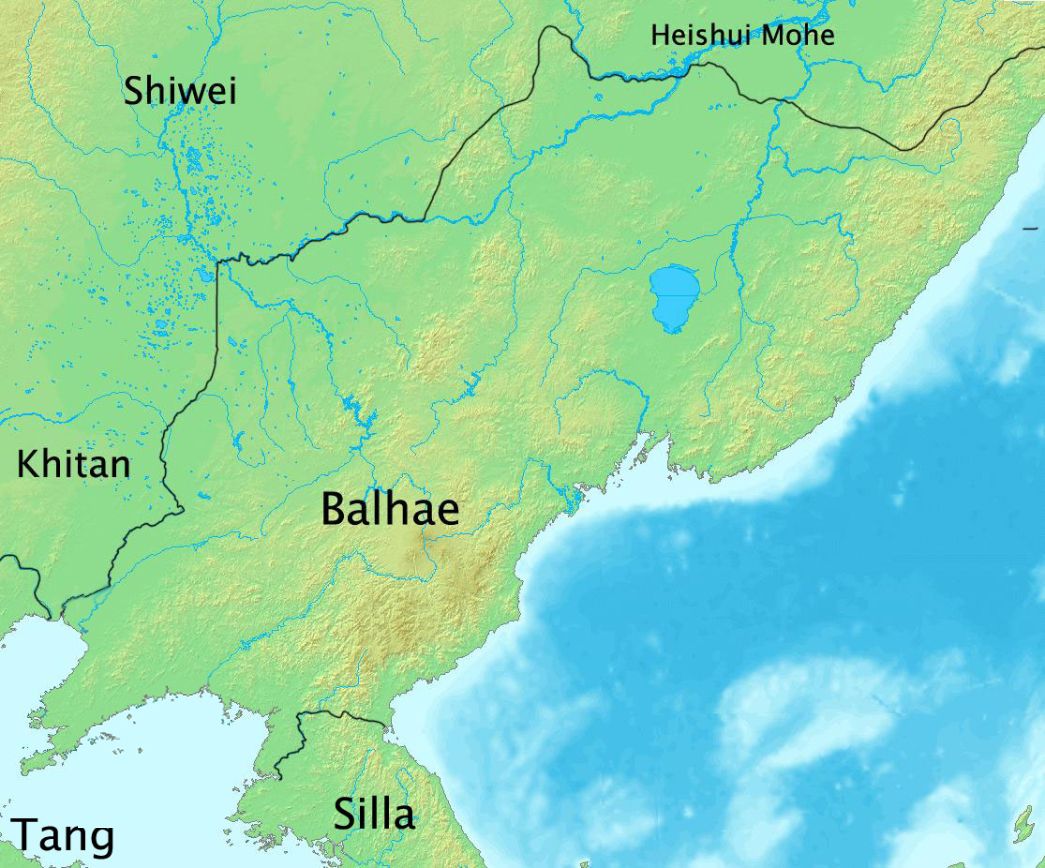
Bản đồ vương quốc Bột Hải của vua Bột Hải Trang Tông khi quân đội Bột Hải nam tiến can thiệp vào ngôi vua của Tân La phía nam năm 836.

Ngày hôm sau lễ đăng cơ của Kim Quân Trinh diễn ra. Thái tử Kim Hựu Trưng, Kim Dương, Kim Ứng Thuận, Yeom Jang, Jang Dae Chi, Bạch Hà đi theo hộ vệ từ ngoài Kim Thành vào hoàng cung Kim Thành. Jami phu nhân mượn quân đội Bột Hải từ vua Bột Hải Trang Tông của vương quốc Bột Hải và quân đội Tân La của Kim Đễ Long cùng hộ vệ của bà ta tiến về Kim Thành tập kích đoàn người đưa Kim Quân Trinh đăng cơ làm vua. Kim Quân Trinh bị giết chết khi chưa kịp làm lễ đăng cơ nên lịch sử Tân La không công nhận Kim Quân Trinh là vua của Tân La. Kim Hựu Trưng và Kim Dương đều bị thương. Lúc này Trương Bảo Cao thấy có quân đội lạ không cờ hiệu đang tiến về Kim Thành nên dẫn toàn quân quay lại Kim Thành, cứu được Kim Hựu Trưng rồi đưa ông cùng về Thanh Hải. Kim Dương, Yeom Jang, Jang Dae Chi, Bạch Hà cũng chạy theo hướng Thanh Hải. Triệu Tương Kiến vào Kim Thành đưa Kim Khánh Ưng (con của Kim Hựu Trưng) rời Kim Thành để đi đến Thanh Hải.
Jami phu nhân cùng Kim Đễ Long, Kim Rihong và quân Bột Hải đưa Kim Minh (Kim Myeong) tiến vào hoàng cung Kim Thành. Kim Minh sau đó nghe đề nghị của Jami phu nhân mà lập Kim Đễ Long (kẻ đối kháng với Kim Quân Trinh) lên ngôi vua Tân La, tức là vua Tân La Hi Khang Vương. Quân đội Bột Hải sau đó rút về vương quốc Bột Hải (đời vua Bột Hải Trang Tông).

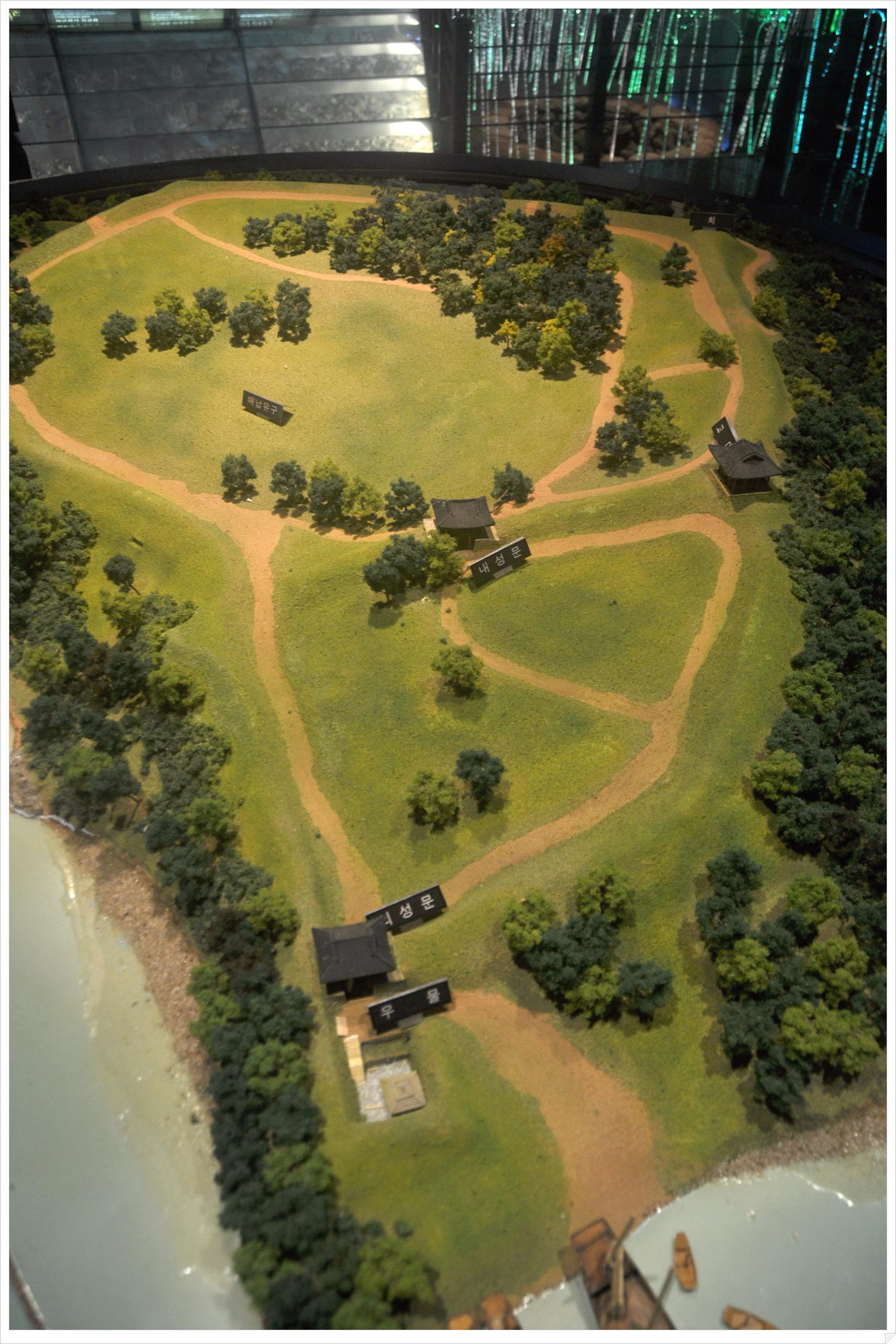
Mô hình Thanh Hải trấn (Cheonghaejin) của Trương Bảo Cao

Tháng 5 năm 837, Kim Hựu Trưng cùng con là Kim Khánh Ưng được đoàn quân của Trương Bảo Cao, Trịnh Niên, Thôi Võ Xương, Jang Seong-pil, Triệu Tương Kiến đưa về đến Thanh Hải trấn (Cheonghaejin). Ở kinh đô Kim Thành (Khánh Châu - Gyeongju), vua Tân La Hi Khang Vương phong cho Kim Minh làm Thượng đại đẳng, dù Kim Minh chỉ là chân cốt.
Mùa xuân năm 838, Kim Dương, người khi đó đang ẩn mình trên một ngọn núi gần kinh đô, đã nghe thấy các tin tức và cùng Yeom Jang, Bạch Hà, Jang Dae Chi mang toàn quân bí mật Thanh Hải trấn (Cheonghaejin) quy thuận Kim Hựu Trưng và Trương Bảo Cao. Kim Dương kể cho Kim Hựu Trưng về các sự kiện và thuyết phục ông ta trả mối thù này.
Nhà sư Ennin đi cùng với phái đoàn ngoại giao của Fujiwara no Tsunetsugu từ Nhật Bản (đời Thiên hoàng Ninmyō) đến Thanh Hải trấn (Cheonghaejin) thuộc Tân La (đời vua Tân La Hi Khang Vương) thì dừng chân để thuê tàu Tân La sang nhà Đường nhằm tìm kiếm kinh điển Phật giáo. Nguyên do là vì họ biết tàu Tân La của Trương Bảo Cao ở Thanh Hải trấn thời đó có chất lượng tốt hơn so với các tàu được sản xuất tại Nhật Bản. Tại đây nhà sư Ennin đã viết lại nhiều thông tin về Thanh Hải và Trương Bảo Cao trong Nhật ký Nittō Guhō Junrei Kōki (入唐求法巡礼行記) của ông. Sau đó nhà sư Ennin cùng Fujiwara no Tsunetsugu rời Thanh Hải đến nhà Đường (đời vua Đường Văn Tông).
Muốn giảm nguồn thu của Thanh Hải trấn (Cheonghaejin) của Trương Bảo Cao, Jami phu nhân phái người sang nhà Đường (đời vua Đường Văn Tông) mua chuộc quan lớn ở Trường An đánh thuế nặng các thương thuyền từ nhà Đường đến bến tàu Thanh Hải trấn của Tân La. Các thương thuyền từ nhà Đường sau đó đều tránh Thanh Hải trấn mà cập bến ở các bến tàu khác thuộc Tân La.
Tại kinh đô Kim Thành, cảm thấy Kim Minh nắm toàn bộ quyền hành trong triều đình Tân La, còn bản thân không có quyền lực gì, vua Tân La Hi Khang Vương liền ban lệnh ân xá cho Kim Hựu Trưng ở Thanh Hải. Tuy nhiên Kim Hựu Trưng nhận thấy ở kinh đô Kim Thành (Khánh Châu - Gyeongju) đang tồn tại mối đe dọa lớn cho ông chính là Kim Minh, người đã trở thành Thượng đại đẳng nên Kim Hựu Trưng không đến Kim Thành giúp vua Tân La Hi Khang Vương.
Giữa tháng 11 năm 838, Trương Bảo Cao ở Thanh Hải trấn (Cheonghaejin) chỉ thấy thương thuyền Nhật Bản (đời Thiên hoàng Ninmyō), thương thuyền Ba Tư, thương thuyền Đại Tùng quốc đến mà không còn thương thuyền từ nhà Đường đến nữa thì cùng Yeom Jang, Bạch Hà, Triệu Tương Kiến lên đường sang Dương Châu nhà Đường (đời vua Đường Văn Tông) tìm hiểu nguyên nhân. Jami phu nhân cũng đích thân sang Dương Châu nhà Đường để gặp hoạn quan người Tân La là Thiên Thượng Quý (cấp dưới trực tiếp của hoạn quan Thọ Quang - người đã vâng lệnh của vua Đường Văn Tông hạ độc giết chết Thái tử Lý Vĩnh vào ngày 6 tháng 11 cùng năm 838), nhờ ông ấy xin vua Đường Văn Tông ban lệnh cấm thương thuyền nhà Đường đến Thanh Hải trấn của Tân La (đời vua Tân La Hi Khang Vương), để cô lập hoàn toàn Trương Bảo Cao, đồng thời xin triều đình nhà Đường ủng hộ Kim Minh làm vua Tân La thay cho vua Tân La Hi Khang Vương đương vị. Đổi lại Jami phu nhân hứa sẽ cắt đất Hán Châu (Hanju) và Thanh Hải trấn (Cheonghaejin) của Tân La cho Thiên Thượng Quý.
Lúc này vua Tân La Hi Khang Vương ở kinh đô Kim Thành đã bị quân đội của Thượng đại đẳng Kim Minh bao vây hoàng cung thì sợ hãi. Vua Tân La Hi Khang Vương sai sứ đến Thanh Hải trấn (Cheonghaejin) nhằm xin Trương Bảo Cao ra quân giúp đỡ nhưng Trương Bảo Cao đã đi Dương Châu nhà Đường. Các tướng của Trương Bảo Cao là Thôi Võ Xương, Trịnh Niên không quyết định được khi Trương Bảo Cao đi vắng. Kim Dương đốc thúc Kim Hựu Trưng nên tự đứng ra thống lĩnh 1 vạn quân ở Thanh Hải đi đánh kinh đô Kim Thành nhưng Kim Hựu Trưng do dự không quyết.
Tháng 12 năm 838 ở kinh đô Kim Thành của Tân La, Thượng đại đẳng Kim Minh biết tin vua Tân La Hi Khang Vương từng sai sứ đến Thanh Hải trấn (Cheonghaejin) xin Trương Bảo Cao ra quân giúp đỡ thì nổi giận. Kim Minh kéo quân đánh vào hoàng cung, giết chết một vài phụ tá của vua và buộc vua Tân La Hi Khang Vương uống thuốc độc tự sát. Vua Tân La Hi Khang Vương được chôn tại núi Sosan ở kinh đô Kim Thành (Khánh Châu - Gyeongju). Kim Minh tự lập làm vua của Tân La, tức là vua Tân La Mẫn Ai vương.
Khi đó Kim Hựu Trưng sau bao lần chần chừ chưa quyết thì nay mới quyết định mang quân của Thanh Hải đánh vào hoàng cung Kim Thành cứu vua Tân La Hi Khang Vương. Tuy nhiên tin tức vua Tân La Hi Khang Vương đã tự sát ở kinh đô Kim Thành khiến Kim Hựu Trưng hối hận về sự chần chừ trễ nải của mình.
Trương Bảo Cao và Yeom Jang thấy không thể thuyết phục được hoạn quan Thiên Thượng Quý của nhà Đường thì tiến hành phá hủy mối làm ăn giữa Thiên Thượng Quý và Jami phu nhân. Sau đó Trương Bảo Cao cùng Yeom Jang, Triệu Tương Kiến rời Dương Châu nhà Đường quay về Thanh Hải trấn (Cheonghaejin) thuộc Tân La.
Cuối tháng 12 năm 838, Jami phu nhân từ Dương Châu nhà Đường (đời vua Đường Văn Tông) về đến kinh đô Kim Thành của Tân La thì chúc mừng vua Tân La Mẫn Ai Vương đã làm vua. Vua Tân La Mẫn Ai Vương nghe tin Trương Bảo Cao đã phá hỏng mối quan hệ giữa Tân La và nhà Đường thì phong cho Jami phu nhân toàn quyền thống lĩnh đại quân chinh phạt Thanh Hải trấn (Cheonghaejin). Jami phu nhân truyền lệnh tập hợp quân đội khắp nơi về kinh đô Kim Thành, tổng cộng 10 vạn quân. Jami phu nhân dồn binh về Võ Trân Châu (Muju), chuẩn bị xong sẽ vượt biển đánh vào Thanh Hải trấn.
Khi đó Trương Bảo Cao cũng đã về đến đảo Thanh Hải thì nghe tin vua Tân La Hi Khang Vương đã bị vua Tân La Mẫn Ai vương ép phải tự sát thì cả giận. Kim Dương thuyết phục Kim Hựu Trưng phải trả mối thù này. Kim Hựu Trưng hỏi Trương Bảo Cao (Jang Bogo) giúp mình tận dụng sự rối loạn của đất nước để đưa mình lên làm vua, chiếm lấy ngai vàng từ kẻ chiếm đoạt (vua Tân La Mẫn Ai Vương) đã giết cha của Kim Hựu Trưng. Trương Bảo Cao trả lời rằng:
Người xưa có một câu nói, "Để xem điều gì đúng và không làm điều đó là muốn có lòng can đảm". Mặc dù tại hạ không có khả năng, nhưng tại hạ sẽ làm theo lệnh của Đại nhân (Kim Hựu Trưng)"
Trương Bảo Cao đồng ý giúp Kim Hựu Trưng và người bạn của ông là Trịnh Niên (Jeong Nyeon) và Thôi Võ Xương cũng đi theo Kim Hựu Trưng. Kim Hựu Trưng hứa hẹn với Trương Bảo Cao rằng nếu sau này ông ta lên làm vua thì sẽ cưới con gái Trương Nghĩa Anh (장의영, 張義英) của Trương Bảo Cao cho con trai Kim Khánh Ưng của ông ấy. Trương Bảo Cao tuyên bố khai chiến với kinh đô Kim Thành (Khánh Châu - Gyeongju), quyết định giương cao ngọn cờ "Bình Đông quân" đi đánh kinh đô Kim Thành, tôn Kim Hựu Trưng làm thủ lĩnh của Bình Đông quân.
Một cuộc chiến tranh lớn giữa Thanh Hải trấn với kinh đô Kim Thành nổ ra. Trương Bảo Cao đánh bại Jami phu nhân ở Đại Khâu (Daegu) đầu năm 839. Kim Dương đã đưa binh vào kinh đô Kim Thành tiến đánh hoàng cung Tân La. Vua Tân La Mẫn Ai Vương hoảng hốt rồi cùng các phụ tá bỏ hoàng cung để trốn. Kim Dương và Yeom Jang phái quân đi truy sát khắp Kim Thành để tìm vua. Tất cả các phụ tá của vua Tân La Mẫn Ai Vương đều bỏ chạy và để lại vua ở phía sau, vì vậy vua phải giấu mình trong một tòa nhà gần vương cung. Những người lính và Kim Dương đến cung vua và lục soát. Cuối cùng, Yeom Jang tìm thấy vua trong tòa nhà và giết sạch vài tên hộ vệ của vua. Kim Dương cũng đến và sát hại vua Tân La Mẫn Ai Vương bất chấp những lời cầu xin. Vua Tân La Mẫn Ai Vương chết dưới tay Kim Dương vào tháng 12 âm lịch năm 838, tức đầu năm 839. Thân tín của vua Tân La Mẫn Ai Vương là Kim Rihong cũng bị giết.
Tất cả châu huyện ở Tân La nghe tin đều quy hàng Bình Đông quân của Trương Bảo Cao và không chứa chấp Jami phu nhân. Trương Bảo Cao bắt được Jami phu nhân nhưng sau đó thả bà ta đi. Bà ta về Võ Trân Châu (Muju) thấy toàn bộ tài sản còn lại đều bị Kim Dương lấy đi thì uất hận, nhảy xuống biển phía nam Võ Trân Châu tự vẫn.
Lúc này Kim Hựu Trưng đã được Hội nghị Hoà Bạch tôn lên ngôi vua, chỉ chờ ngày đăng cơ. Tháng 4 âm lịch năm 839, Trương Bảo Cao, Thôi Võ Xương, Trịnh Niên, Jang Seong-pil dẫn đại quân rời kinh đô Kim Thành trở về Thanh Hải trấn (Cheonghaejin). Cũng trong ngày hôm đó Kim Hựu Trưng làm lễ đăng cơ lên ngôi vua Tân La ở kinh đô Kim Thành, tức là vua Tân La Thần Vũ Vương.
Vua Tân La Thần Vũ Vương sai sứ sang Trường An nhà Đường (đời vua Đường Văn Tông) xin sắc phong và xin lập lại giao thương giữa nhà Đường với Thanh Hải trấn. Từ đó thương buôn nhà Đường đã cập bến Thanh Hải trở lại. Trương Bảo Cao sau đó tiếp tục ra sức giúp thương mại ở Thanh Hải phát triển hơn với sự buôn bán hàng hoá với nhà Đường (đời vua Đường Văn Tông), Nhật Bản (đời Thiên hoàng Ninmyō), Ba Tư, Đại Tùng quốc.
Không lâu sau Tân La Thần Vũ Vương phái sứ giả từ kinh đô Kim Thành đến Thanh Hải trấn gọi Trương Bảo Cao về kinh đô Kim Thành để phong chức Tể tướng. Trương Bảo Cao từ chối sứ giả, phái Triệu Tương Kiến vào triều đình làm quan giúp vua. Tân La Thần Vũ Vương lại sai Yeom Jang (lúc này đang giữ chức Đội trưởng bảo vệ hoàng thất) đến Thanh Hải gọi Trương Bảo Cao về kinh đô. Trương Bảo Cao cùng Trịnh Niên, Thôi Võ Xương, Yeom Jang rời Thanh Hải vào hoàng cung Kim Thành.
Tháng 7 âm lịch năm 839, Trương Bảo Cao, Thôi Võ Xương, Trịnh Niên và Yeom Jang vào triều diện kiến vua Tân La Thần Vũ Vương và Trương Bảo Cao được vua phong chức Tể tướng Tân La, lo trị an bá tánh Tân La, đồng thời kiêm chức Đại tướng của Cấm Vệ Quân và có quyền thu thuế 2000 hộ dân (gọi là Sikup: thực ấp). Việc này khiến bá quan và Kim Dương đều kinh hãi.
Kim Dương thấy vua Tân La Thần Vũ Vương phong cho Trương Bảo Cao làm Tể tướng như vậy thì rất tức giận. Sau đó Kim Dương lại nghe tin vua vua Tân La Thần Vũ Vương còn muốn lấy con gái Trương Nghĩa Anh của Trương Bảo Cao cho con trai vua là Thái tử Kim Khánh Ưng thì càng giận dữ hơn nữa. Kim Dương bàn với Yeom Jang rằng hiện nay giết Trương Bảo Cao không dễ nhưng giết vua dễ hơn nhiều.
Kim Dương sau đó sai Đội trưởng bảo vệ hoàng thất Yeom Jang giết một số hộ vệ của vua Tân La Thần Vũ Vương. Yeom Jang lẻn vào hoàng cung ép quan ngự y của vua tẩm loại thuốc độc lạ (thuốc độc từ Dương Châu nhà Đường mà người nào bị trúng độc chết đến 5 ngày sau thi thể mới có dấu vết trúng độc) vào đồ ăn của vua khiến vua Tân La Thần Vũ Vương ăn xong thì băng hà. Tể tướng Trương Bảo Cao biết tin thì hoảng hốt, rồi cùng Trịnh Niên, Thôi Võ Xương, Triệu Tương Kiến nhanh chóng đến hoàng cung Kim Thành. Khi thấy thi thể của vua, Trương Bảo Cao cùng bá quan đều than khóc. Kế đó, Kim Dương phát tang cho thiên hạ biết rằng vua Tân La Thần Vũ Vương chết vì bệnh tật sau 3 tháng ở ngôi. Các ngự y khám nghiệm tử thi của vua và kết luận rằng vua bị tim đập nhanh mà băng hà. Tể tướng Trương Bảo Cao liền nghi ngờ có người hạ độc vua nên dời ngày cử hành tang lễ cho vua, triệu tập các đại thần đến bàn luận, đồng thời cho quân đội bao vây cả hoàng cung cấm chỉ kẻ khác xâm nhập hoàng cung. Tuy nhiên sau khi các ngự y dùng đủ phương thức thử độc trên thi thể của vua thì họ không hề thấy có dấu vết vua bị trúng độc. Bá quan từ đây bắt đầu không hài lòng về Trương Bảo Cao. Cảm thấy nên tránh né sự đả kích từ các quý tộc Tân La, Trương Bảo Cao từ chức Tể tướng, rồi cùng Trịnh Niên, Thôi Võ Xương rời kinh đô Kim Thành trở về Thanh Hải trấn.
Chưa được 5 ngày sau khi vua Tân La Thần Vũ Vương mất, Kim Dương tổ chức tang lễ cho vua và lập con của vua Tân La Thần Vũ Vương là Kim Khánh Ưng lên ngôi vua Tân La, tức là vua Văn Thánh Vương. Sau đó thi thể vua Tân La Thần Vũ Vương được chôn tại núi Jehyeong ở kinh đô Kim Thành (Khánh Châu - Gyeongju).
Vua Bột Hải Trang Tông của vương quốc Bột Hải tiến hành các hoạt động thương mại với Tân La (đời vua Tân La Văn Thánh Vương).
Năm 840 Trương Bảo Cao ở Thanh Hải trấn (Cheonghae) triệu tập những quý tộc cũ của Tân La đang tứ tán khắp nơi rồi khuyên họ trở về kinh đô Kim Thành (Khánh Châu - Gyeongju) iúp đỡ cho Văn Thánh Vương. Các quý tộc này nghe Trương Bảo Cao mà lên đường đến Kim Thành. Văn Thánh Vương phong quan cho họ. Kim Dương cho rằng Trương Bảo Cao đang đưa tai mắt vào cung nên nhanh chóng gả con gái của mình cho Văn Thánh Vương. Kim Dương hiển nhiên trở thành Quốc cữu của vua, có quyền hành áp chế được Trương Bảo Cao ở Thanh Hải.
Những năm đầu trị vì của Văn Thánh Vương đánh dấu bằng các hoạt động thương mại giữa Tân La với cả Nhật Bản (đời Thiên hoàng Ninmyō) và nhà Đường (đời vua Đường Văn Tông, Đường Vũ Tông, Đường Tuyên Tông). Điều này có được là do vai trò to lớn của Trương Bảo Cao (Jang Bogo) trong việc bảo đảm các tuyến vận chuyển chính.
Thời gian trị vì của Văn Thánh Vương mang nét điển hình của giai đoạn cuối thời kỳ Tân La Thống nhất, với các cuộc xung đột và nổi dậy lan tràn.
Năm 841 Hoằng Bật (Hong Pil) nổi loạn chống triều đình Tân La. Quốc cữu Kim Dương ở kinh đô Kim Thành thay Văn Thánh Vương ra lệnh cho quân đội đi đàn áp và nhanh chóng dẹp yên Hoằng Bật.
Năm 845, Trương Bảo Cao gả con gái thứ hai của mình (con của Trương Bảo Cao và vợ là Phác Thái Trân) là Trương Huệ Anh (장혜영, 張惠英) cho Kim Thành Hải (김성해, 金成海) của gia tộc Kim Hải Kim Thị (김해 김씨, 金海 金氏)
Việc Trương Bảo Cao phát triển Thanh Hải trấn (Cheonghae) thành trung tâm mậu dịch lớn của Tân La suốt 19 năm qua đã bị nhiều quý tộc hàng hải nhỏ Tân La của các tầng lớp xã hội phẫn nộ vì họ đã mất lợi nhuận từ các giao dịch hàng hải tư nhân ở Thanh Hải. Trương Bảo Cao đã hoạch định kế hoạch khi ông ta tiến hành việc kết hôn giữa con gái Trương Nghĩa Anh của mình với Văn Thánh Vương. Các phe phái quý tộc tại triều đình Tân La đã chán ngấy với mưu mô của Trương Bảo Cao (một người trong tất cả các khả năng từ nguồn gốc tỉnh tối nghĩa bên ngoài trật tự quý tộc của Tân La), sau đó họ đều đồng loạt âm mưu giết chết Trương Bảo Cao.
Để thực hiện lời hứa của cha ngày xưa, Văn Thánh Vương muốn lấy con gái Trương Nghĩa Anh của Trương Bảo Cao làm vợ thì bị giới quý tộc (đứng đầu là Quốc cữu Kim Dương) cực lực phản đối. Lý do việc này là vì Trương Bảo Cao xuất thân là giai cấp nô lệ. Kim Dương và các quý tộc gây áp lực để từ chối Trương Bảo Cao về cuộc hôn nhân giữa Văn Thánh Vương với con gái của Trương Bảo Cao. Quốc cữu Kim Dương còn buộc Văn Thánh Vương bãi chức những quan lại từng được Trương Bảo Cao phái đến kinh đô Kim Thành (chỉ còn Triệu Tương Kiến chưa bị bãi chức do ông này đã ứng xử khôn khéo với Kim Dương). Sứ giả hoàng cung được phái đến Thanh Hải cự tuyệt hôn sự. Kết quả là Trương Bảo Cao ở Thanh Hải trấn phẫn nộ với triều đình vì vua không chấp nhận con gái mình làm hoàng hậu, bắt đầu âm mưu chống lại triều đình Tân La ở kinh đô Kim Thành (Khánh Châu - Gyeongju). Thực tế là Văn Thánh Vương hay là tầng lớp quý tộc (đặc biệt là Quốc cữu Kim Dương) đứng sau sự việc nổi dậy này của Trương Bảo Cao vẫn chưa rõ ràng.
Mùa xuân năm 846 Trương Bảo Cao (Jang Bogo) ở Thanh Hải trấn (Cheonghae) bắt đầu cho tích trữ lương thảo, đóng đô ở Thanh Hải trấn (Cheonghae), muốn đánh đến kinh đô Kim Thành để thảo phạt Kim Dương và đám quý tộc thao túng Văn Thánh Vương. Kim Dương ở Kim Thành nghe tin thì cùng với Đội trưởng Jang Dae Chi và thủ hạ của hắn rời Kim Thành đến Thanh Hải trấn gặp Trương Bảo Cao.
Tại Thanh Hải, Quốc cữu Kim Dương buông lời cảnh cáo Đại sứ Thanh Hải trấn Trương Bảo Cao đừng kinh cử vọng trọng. Trương Bảo Cao cũng cảnh cáo lại Kim Dương rằng đừng hợp sức các quý tộc lấn át Văn Thánh Vương nữa, nếu không thì ông sẽ dẫn đại quân từ Thanh Hải đánh đến Kim Thành lần nữa. Kim Dương nổi giận rồi cùng Đội trưởng Jang Dae Chi dẫn thuộc hạ rời Thanh Hải về kinh đô Kim Thành. Trương Bảo Cao cho triệu tập quân đội 1 vạn quân để chờ ngày nổi dậy đánh đến Kim Thành. Kim Dương lệnh cho Đội trưởng Jang Dae Chi tống giam thân tín của Trương Bảo Cao ở kinh đô Kim Thành là Triệu Tương Kiến vào ngục.
Lúc này Trương Bảo Cao lên chức ông ngoại khi con gái Trương Huệ Anh của ông hạ sinh cháu trai là Kim Đĩnh Triết (김정철, 金挺喆) cho con rể Kim Thành Hải của ông. Mối quan hệ giữa Trương Bảo Cao và gia tộc Kim Hải Kim Thị càng lúc càng thắt chặt khiến Quốc cữu Kim Dương lo lắng.
Quốc cữu Kim Dương báo với Văn Thánh Vương rằng Trương Bảo Cao đã lập nên một xứ Thanh Hải không phân biệt giai cấp tức là có ý làm phản chế độ phong kiến. Triều đình Tân La lo rằng nếu khuất phục được Trương Bảo Cao sẽ gặp họa bất ngờ, còn nếu để Trương Bảo Cao yên thì không thể tha cho tội phản quốc này của ông nên lo lắng không biết nên xử lý như thế nào. Khi đó có một người rất dũng cảm và mạnh mẽ là trưởng lão Yeom Jang (염장, 閻長) đã từ quan về quê nhà Võ Trân Châu (Muju) từ trước. Ông ấy đến gặp Văn Thánh Vương và nói rằng:
"Triều đình may mắn khi có người anh hùng như ta. Nếu triều đình vui vẻ nghe lời thỉnh cầu của ta, ta sẽ chém trả hoàng bào chỉ bằng nắm đấm mà không cần có tay sai."
Văn Thánh Vương nghe lời quần thần và các đại thần, không bận tâm nữa, rồi làm theo lời Yeom Jang (Diêm Trường). Yeom Jang ôm nắm đấm trống rỗng, cắt cung chúc phúc cho nhà vua, giả vờ phản bội đất nước Tân La. Văn Thánh Vương gọi toàn quân và toàn dân để nói rằng đừng ai hành động vào lúc này. Sau đó Yeom Jang (Diêm Trường), với tội danh phản quốc y như Trương Bảo Cao, đã tự mình đi đầu hàng Thanh Hải trấn (Cheonghaejin).
Khi Yeom Jang (Diêm Trường) đi Thanh Hải rồi, Quốc cữu Kim Dương và các quý tộc buộc Văn Thánh Vương cho phép Quốc cữu Kim Dương dẫn quân đi đánh dẹp Trương Bảo Cao. Kim Dương lệnh Đội trưởng Jang Dae Chi đưa đại binh 10 vạn quân chia hai ngả đến Thanh Hải trấn (Cheonghaejin) để nhanh chóng đột kích 1 vạn quân của Trương Bảo Cao tại đó. Đích thân Kim Dương chỉ huy quân một cánh quân cùng Kim Ứng Thuận đến Thanh Hải trấn (Cheonghaejin) thông qua Võ Trân Châu (Muju). Đội trưởng Jang Dae Chi chỉ huy cánh quân còn lại đi đường biển đến thẳng đảo Thanh Hải.
Yeom Jang đến đảo Thanh Hải thì được Trương Bảo Cao tiếp đón tử tế. Vì Trương Bảo Cao thích một thương gia mạnh mẽ như Yeom Jang nên ông ấy đã coi Yeom Jang như một vị khách danh dự mà không nghi ngờ gì. Vào tháng 11 năm 846, Trương Bảo Cao ngồi uống rượu với Yeom Jang trong 1 căn phòng chỉ có hai người và rất vui vẻ. Cuối cùng, khi Trương Bảo Cao say khướt, Yeom Jang (Diêm Trường) đã lấy thanh kiếm từ Trương Bảo Cao và cắt cổ Trương Bảo Cao. Năm đó Đại sứ Thanh Hải trấn Trương Bảo Cao thọ 59 tuổi. Yeom Jang nhanh chóng rời khỏi trụ sở chính của Thanh Hải trấn
Có nhiều nguyên nhân dẫn đến vụ ám sát Trương Bảo Cao. Chủ yếu là giới quý tộc muốn gạt bỏ thế lực và ảnh hưởng của Trương Bảo Cao; ngoài ra các thương đoàn nhỏ bị mất quyền lợi ở bờ biển Tây Nam, nhất là mất đi các lợi nhuận từ vụ buôn nô lệ.
Thời gian này Quốc cữu Kim Dương đã hội quân cùng Kim Ứng Thuận, Đội trưởng Jang Dae Chi 10 vạn quân từ bến tàu Đỗ Lĩnh của Võ Trân Châu (Muju) hành quân đến Thanh Hải. Biết tin Trương Bảo Cao đã chết, Quốc cữu Kim Dương (lúc này 38 tuổi) cùng Kim Ứng Thuận, Đội trưởng Jang Dae Chi cho quân đánh vào Thanh Hải ngay trong đêm đó. Thôi Võ Xương, Trịnh Niên, Jang Seong-pil cùng các tướng Thanh Hải trấn (Cheonghae) nêu khẩu hiệu "Trả thù cho Trương đại sứ" mà chống cự. Kết quả 1 vạn quân Thanh Hải đã liều chết chiến đấu, đánh tan 10 vạn quân của Kim Dương. Quân Kim Dương chết phân nửa nên hắn lui quân trở về Võ Trân Châu (Muju).
Thanh Hải trấn (Cheonghaejin) sau đó tổ chức tang lễ cho Trương Bảo Cao. Trịnh Niên, Thôi Võ Xương, Jang Seong-pil, tiểu thơ Thái Trân (vợ của Trương Bảo Cao) và con gái Trương Nghĩa Anh, Trương Huệ Anh và con rể của Trương Bảo Cao là Kim Thành Hải đều khóc thương đưa tang. Dân chúng, thương nhân Tân La, thương nhân nhà Đường (đời vua Đường Tuyên Tông), thương nhân Nhật Bản (đời Thiên hoàng Ninmyō), thương nhân Ba Tư, thương nhân Đại Tùng quốc ở Thanh Hải đều để tang cho Trương Bảo Cao. Sau đó bọn họ hoả thiêu thi thể của Trương Bảo Cao. Tuy nhiên hiện vẫn chưa rõ địa điểm chôn cất của Trương Bảo Cao trên đảo Thanh Hải (nay là Hoàn đảo - Wando) hay nơi họ rải tro của Trương Bảo Cao.
Kim Dương để lại quân đội triều đình ở Võ Trân Châu (Muju) rồi cùng Kim Ứng Thuận, Đội trưởng Jang Dae Chi trở về kinh đô Kim Thành tìm kế sách khác. Nghe tin Yeom Jang đang ở Thanh Hải, Kim Dương ép Văn Thánh Vương phong cho Yeom Jang làm Đại sứ Thanh Hải trấn để hắn ở đó bị dân chúng Thanh Hải giết chết. Sau đó, theo lệnh từ kinh đô Kim Thành, khu phức hợp Thanh Hải trấn được duy trì bởi chính Yeom Jang (Diêm Trường). Yeom Jang và thủ hạ của ông ấy là Bạch Hà buộc phải lộ diện ở trụ sở chính Garipo của Thanh Hải.
Các cận tướng của Trương Bảo Cao không chống cự nổi Yeom Jang và Bạch Hà, bèn bỏ trốn sang nhà Đường (đời vua Đường Tuyên Tông) và Nhật Bản (đời Thiên hoàng Ninmyō). Dân chúng đảo Thanh Hải từng chịu sự bảo bọc của Trương Bảo Cao cũng nổi dậy chống lại Yeom Jang và Bạch Hà nhưng vô vọng. Đại sứ Thanh Hải trấn Yeom Jang tiếp tục giao thương giữa Thanh Hải trấn (Cheonghaejin) thuộc Tân La với nhà Đường (đời vua Đường Tuyên Tông) và Nhật Bản (đời Thiên hoàng Ninmyō).
Dù Yeom Jang là Đại sứ Thanh Hải trấn nhưng cư dân của Thanh Hải trấn (Cheonghaejin) vì thương tiếc cho cái chết của Trương Bảo Cao đã lần lượt kéo nhau rời khỏi Thanh Hải trấn. Họ chủ yếu chuyển đến các khu vực khác của Tân La, trong khi một số chuyển đến nhà Đường (đời vua Đường Tuyên Tông) và một số đến Nhật Bản (đời Thiên hoàng Ninmyō). Chỉ còn Thôi Võ Xương, Trịnh Niên, Jang Seong-pil, tiểu thơ Phác Thái Trân (vợ của Trương Bảo Cao) và con gái Trương Nghĩa Anh, Trương Huệ Anh, con rể của Trương Bảo Cao là Kim Thành Hải và cháu ngoại của Trương Bảo Cao là Kim Đĩnh Triết vẫn ở lại Thanh Hải trấn cùng quân đội Thanh Hải nhưng họ dần dần không nghe lệnh của Yeom Jang. Yeom Jang (Diêm Trường) nhanh chóng trở thành Đại sứ Thanh Hải trấn trên danh nghĩa.
Vì đàn áp Phật giáo của vua Đường Vũ Tông, nhà sư Ennin của Nhật Bản (đời Thiên hoàng Ninmyō) đã sang nhà Đường từ năm 838 (đời vua Đường Văn Tông) thì nay bị trục xuất khỏi nhà Đường. Năm 847 nhà sư Ennin (người Nhật Bản) từ nhà Đường (đời vua Đường Tuyên Tông) trở về Thanh Hải trấn (Cheonghaejin) thuộc Tân La bằng tàu Tân La (tàu tốt hơn tàu Nhật Bản lúc đó) được thuê từ Trương Bảo Cao vào 9 năm trước. Lúc này Thanh Hải không còn phồn vinh như thời còn Trương Bảo Cao nữa. Nhà sư Ennin sau đó rời Thanh Hải về Nhật Bản (đời Thiên hoàng Ninmyō) sau chuyến đi nhà Đường 9 năm của ông.
Cùng năm 847, Quốc cữu Kim Dương ở kinh đô Kim Thành thay Văn Thánh Vương tiến hành trị tội phản quốc của Kim Lương Thuận (Kim Yang Sun). Năm 849 Quốc cữu Kim Dương ở kinh đô Kim Thành lại thay Văn Thánh Vương tiến hành trị tội phản quốc của Kim Thức (Kim Sik).
Năm 850 Đại sứ Thanh Hải trấn Yeom Jang (Diêm Trường) trao lại chức Đại sứ Thanh Hải trấn cho thuộc hạ cũ của Trương Bảo Cao (đứng đầu là Thôi Võ Xương, Trịnh Niên). Sau đó Yeom Jang và Bạch Hà rời khỏi trụ sở chính Garipo của Thanh Hải và sống như dân thường tại Thanh Hải. Quốc cữu Kim Dương ở kinh đô Kim Thành cho thả Triệu Tương Kiến khỏi ngục sau 4 giam giữ. Triệu Tương Kiến nhanh chóng quay về Thanh Hải. Khi đó Thôi Võ Xương, Trịnh Niên, Jang Seong-pil đang tích cực chiêu mộ binh mã để phòng ngừa Kim Dương tấn công. Thanh Hải trấn nhanh chóng có lại 1 vạn quân như thời Trương Bảo Cao. Cuối năm 850 thương nhân nhà Đường (đời vua Đường Tuyên Tông), thương nhân Nhật Bản (đời Thiên hoàng Montoku), thương nhân Ba Tư, thương buôn người Đại Tùng quốc đều không còn đến Thanh Hải trấn (Cheonghaejin) buôn bán nữa. Kim Dương ở kinh đô Kim Thành nghe tin Thanh Hải muốn nổi dậy lần nữa thì liền lệnh cho Kim Ứng Thuận, Đội trưởng Jang Dae Chi triệu tập quân đội 10 vạn quân đến đóng tại Võ Trân Châu (Muju), sẵn sàng rời bến tàu Đỗ Lĩnh đánh vào Thanh Hải trấn (Cheonghaejin).
Đầu năm 851 Quốc cữu Kim Dương ở kinh đô Kim Thành ép Văn Thánh Vương truyền lệnh cho hắn thống lĩnh 10 vạn quân ở Võ Trân Châu (Muju) đi đánh Thanh Hải trấn (Cheonghaejin). Kim Dương sau đó rời Kim Thành đến Võ Trân Châu hội với Kim Ứng Thuận, Đội trưởng Jang Dae Chi. Triệu Tương Kiến cùng hộ vệ của ông ấy và Trương Nghĩa Anh (con gái của Trương Bảo Cao và Phác Thái Trân) sau đó rời Thanh Hải đi Dương Châu nhà Đường (đời vua Đường Tuyên Tông) để gom viện binh (từ hộ vệ các thương đoàn Tân La ở nhà Đường) đưa sang Thanh Hải trấn chống lại quân triều đình của Kim Dương (thực tế khi viện quân này chưa tập hợp xong thì Thanh Hải trấn đã bị san bằng). Con gái thứ hai của Trương Bảo Cao là Trương Huệ Anh và con rể của Trương Bảo Cao là Kim Thành Hải đưa Kim Đĩnh Triết 5 tuổi (cháu ngoại của Trương Bảo Cao) rời Thanh Hải đi đến thành Daeyaseong (nay là huyện Hapcheon) ở tây nam kinh đô Kim Thành của Tân La sinh sống.
Kim Dương ở Võ Trân Châu (Muju) phái Kim Ứng Thuận làm sứ giả đến Thanh Hải trấn gửi thư yêu cầu quân Thanh Hải đầu hàng. Kim Ứng Thuận ngay lập tức bị Trịnh Niên giết chết ở Thanh Hải trấn. Đêm đó, Yeom Jang (Diêm Trường) và thủ hạ của ông ấy là Bạch Hà từ Thanh Hải trấn đến Võ Trân Châu, nhân đêm tối lẻn vào doanh trại của Kim Dương nhằm ám sát Kim Dương để ngăn cuộc chiến. Tuy nhiên Yeom Jang và Bạch Hà bị quân đội của Kim Dương, Đội trưởng Jang Dae Chi phát hiện và bị đánh đuổi. Yeom Jang và Bạch Hà phải về lại đảo Thanh Hải.
Tháng 2 năm 851, Quốc cữu Kim Dương (lúc này 43 tuổi) cùng Đội trưởng Jang Dae Chi dồn binh 10 vạn quân Kim Thành tổng tấn công vào Thanh Hải trấn. Thôi Võ Xương, Trịnh Niên, Jang Seong-pil chỉ huy quân Thanh Hải ra sức chống cự. Thôi Võ Xương, Trịnh Niên, Jang Seong-pil, tiểu thơ Phác Thái Trân (vợ của Trương Bảo Cao) đều bị giết. Quân Kim Thành bắt được nhiều tù binh Thanh Hải. Ở bến tàu Thanh Hải đang có những người dân Thanh Hải đang lên tàu để rời đi thì bị quân triều đình Kim Thành đuổi đến nơi. Yeom Jang (Diêm Trường) và Bạch Hà xông ra chặn quân Kim Thành lại để giúp những người dân Thanh Hải kịp lên 2 con tàu để rời khỏi Thanh Hải. Những người dân Thanh Hải nhanh chóng lên 2 con tàu. Trưởng lão Yeom Jang (Diêm Trường) và Bạch Hà đều tử chiến khi nỗ lực ghìm chân quân Kim Thành. Những binh sĩ Thanh Hải còn lại đều quy hàng quân triều đình Kim Thành. Những người dân Thanh Hải chia nhau ra 2 con tàu đi theo hai hướng: một hướng sang phía tây nam đi nhà Đường (đời vua Đường Tuyên Tông), hướng còn lại sang phía đông đi Nhật Bản (đời Thiên hoàng Montoku) để sinh sống đến hết đời.
Thanh Hải trấn (Cheonghaejin, nay là Hoàn đảo - Wando) bị quân triều đình Kim Thành của Kim Dương san bằng và bị giải tán. Tù binh và hàng binh Thanh Hải sau cuộc chiến thì bị phân tán tứ phương, có người sang tỉnh khác của nước Tân La, kẻ sang nhà Đường (đời vua Đường Tuyên Tông), người sang Nhật Bản (đời Thiên hoàng Montoku). Các cư dân Tân La còn lại trên đảo Thanh Hải sau đó bị triều đình Tân La cưỡng chế đến Byeokgolgun (nay là Gimje, tỉnh Jeonbuk). Từ đó Thanh Hải trấn (Cheonghaejin) mất hẳn chức năng là hải cảng buôn bán quốc tế.
Năm 857 Quốc cữu Kim Dương qua đời, hưởng thọ 49 tuổi. Sau khi Văn Thánh Vương qua đời cùng năm 857, Văn Thánh Vương được chôn tại khu lăng mộ Khổng tước chỉ (공작지/孔雀趾/Gongjakji) ở Gyeongju. Chú của ông là Kim Hựu Tĩnh lên kế vị, tức là vua Tân La Hiến An Vương.